# Карл Густав Реншьолд
Карл Густав Реншьолд (на шведски: Carl Gustaf Rehnskiöld) (1651 – 1722) е шведски фелдмаршал, най-способният и заслужил офицер на крал Карл XII.
След дългогодишна служба в разни европейски държави в началото на Великата северна война е повикан в Швеция. След победата при Нарва в края на 1700 г. е произведен в чин генерал. Следва краля в полската му кампания, като участва при Клишов и Пултуск. На 3 октомври 1706 г. печели бляскавата победа при Фраущат, след това играе ключова роля в руския поход на Карл XII. Поради раната на краля в битката при Полтава поема оперативното командване в сражението. Попада в плен, който продължава 9 години и се връща в Швеция едва през 1718 г.